# Liste der denkmalgeschützten Objekte in Aichkirchen
Die Liste der denkmalgeschützten Objekte in Aichkirchen enthält die denkmalgeschützten, unbeweglichen Objekte der Gemeinde Aichkirchen in Oberösterreich (Bezirk Wels-Land).

## Denkmäler
| Foto |                 | Denkmal                                                                             | Standort                                          | Beschreibung | Metadaten |
| ---- | --------------- | ----------------------------------------------------------------------------------- | ------------------------------------------------- | --- | --- |
| ja   | Datei hochladen | Pfarrhof HERIS-ID: 81204 Objekt-ID: 94969                                           | Aichkirchen 1 Standort KG: Aichkirchen            | Der Pfarrhof beherbergt eine gotische Maria mit Kind aus der Zeit um 1500. | BDA-Hist.: Q38175393 Status: § 2a Stand der BDA-Liste: 2025-06-30 Name: Pfarrhof GstNr.: .136                                                                          |
| ja   | Datei hochladen | Kath. Pfarrkirche hll. Peter und Paul mit Friedhof HERIS-ID: 51998 Objekt-ID: 57866 | Aichkirchen 3, gegenüber Standort KG: Aichkirchen | Die Pfarrkirche ist eine kleine gotische, einschiffige Kirche mit eingezogenem Chor, Satteldach und spätbarockem Dachreiter. Der netzrippengewölbte Chor beherbergt eine neugotische Einrichtung. | BDA-Hist.: Q25201659 Status: § 2a Stand der BDA-Liste: 2025-06-30 Name: Kath. Pfarrkirche hll. Peter und Paul mit Friedhof GstNr.: .130, 582/1 Pfarrkirche Aichkirchen |